# Dovbnivka, Zinkiv
Dovbnivka (în ucraineană Довбнівка) este un sat în comuna Șîlivka din raionul Zinkiv, regiunea Poltava, Ucraina.

## Demografie
Componența lingvistică a localității Dovbnivka
     Ucraineană (96,88%)
     Rusă (3,13%)
Conform recensământului din 2001, majoritatea populației localității Dovbnivka era vorbitoare de ucraineană (96,88%), existând în minoritate și vorbitori de rusă (3,13%).